# Baleine franche australe
Pour les articles homonymes, voir Baleine franche.
Eubalaena australis
Espèce
Répartition géographique
Statut de conservation UICN

 LC  : Préoccupation mineure
Statut CITES
La baleine franche australe (Eubalaena australis) est une espèce de baleines franches (Balaenidae) du genre Eubalaena. Elle est aussi appelée baleine noire australe ou baleine australe. Sa population est estimée à environ 7 000 individus en 2020.
Elle n'est pas la seule représentante du genre Eubalaena, la baleine noire de l'Atlantique, ou baleine franche de Biscaye (Eubalaena glacialis), en fait également partie.

## Description
Elle est très similaire par ses formes (pas d'aileron) à la baleine franche du Groenland mais n'a pas de tache blanche au menton. En revanche, sa gueule est ornée d'énormes callosités où se fixent des crustacés parasites.
Elle mesure jusqu'à 18 m, pour un poids maximal de 80 tonnes.
Le baleineau tète près de 125 litres de lait maternel par jour.
Les scientifiques pensent que la baleine franche australe est très portée sur l'activité sexuelle. Cette déduction vient du fait que ses deux testicules peuvent peser jusqu'à une tonne et qu'elle possède le plus grand pénis du règne animal,.

## Habitat
Elle habite surtout l'Antarctique mais également le sud du Pacifique et de l'océan Indien, la Peninsula Valdes en Argentine où elle se nourrit de plancton.

## Nourriture

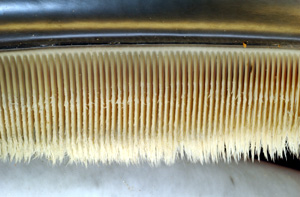
Les fanons permettent aux mysticètes de se nourrir de petites proies telles le krill et les copépodes.

La baleine franche australe se nourrit principalement d' Euphausiacea (krill) et de copépodes, des petits crustacés pélagiques en suspension dans l'eau, qu'elle trouve en abondance dans les eaux de l'Océan Austral. De nombreux petits poissons, d'autres crustacés ou des calamars se trouvent souvent pris avec le krill, et sont aussi consommés par la baleine.
Les fanons sont fixés à la mâchoire supérieure des baleines par une racine épaisse. Ils sont composés de lames cornées et de poils, ou franges, qui poussent continuellement, mais les lames s'usent plus vite que les franges, qui dépassent alors de quelques centimètres. Chaque individu possède deux rangées de fanons, une par demi-mâchoire. Rangés en plusieurs centaines de paires de franges, longs de 15 à 270 cm, ils servent à la baleine à filtrer l'eau tout en retenant sa nourriture.